# President de Letònia
El President de Letònia  és el Cap d'Estat i comandant en cap de les forces armades de la República de Letònia. El càrrec fou creat el 1922.
El President és triat pel parlament (Saeima) per un mandat de quatre anys. Fins al moment, tots els presidents han complert dos mandats en el càrrec excepte Gustavs Zemgals. En cas d'absència, el president del parlament assumeix el càrrec de forma interina, cas que es va donar després de la independència de Letònia de la Unió Soviètica, quan Anatolijs Gorbunovs va exercir com a president des de 1991 fins a 1993.
| #                          | Imatge               | Nom (Naixement-Mort)                               | Inici mandat           | Fi mandat             | Partit                       |
| -------------------------- | -------------------- | -------------------------------------------------- | ---------------------- | --------------------- | ---------------------------- |
| 1.                         | Jānis Čakste         | Jānis Čakste (1859–1927)                           | 14 de novembre de 1922 | 14 de març de 1927    | Partit de Centre Democràtic  |
| 2.                         | Gustavs Zemgals      | Gustavs Zemgals (1871–1939)                        | 8 d'abril de 1927      | 4 de setembre de 1930 | Partit de Centre Democràtic  |
| 3.                         | Alberts Kviesis      | Alberts Kviesis (1881–1944)                        | 4 de setembre de 1930  | 11 d'abril de 1936    | Unió d'Agricultors           |
| 4.                         | Kārlis Ulmanis       | Kārlis Ulmanis (1877–1942)                         | 11 d'abril de 1936     | 21 de juliol de 1940  | Cap                          |
|                            |                      | Augusts Kirhenšteins (1872–1963)                   | 21 de juliol de 1940   | 5 d'agost de 1940     | Cap                          |
|                            |                      | Pauls Kalniņš (Interinament a l'exili) (1872–1945) | 1944                   | 1945                  | Partit Socialdemòcrata Obrer |
| RSS de Letònia (1940-1991) |                      |                                                    |                        |                       |                              |
| -                          | Anatolijs Gorbunovs  | Anatolijs Gorbunovs (Interinament) (1942–)         | 21 d'agost de 1991     | 8 de juliol de 1993   | Via Letona                   |
| 5.                         | Guntis Ulmanis       | Guntis Ulmanis (1939–)                             | 8 de juliol de 1993    | 8 de juliol de 1999   | Unió d'Agricultors           |
| 6.                         | Vaira Vīķe-Freiberga | Vaira Vīķe-Freiberga (1937–)                       | 8 de juliol de 1999    | 8 de juliol de 2007   | Cap                          |
| 7.                         | Valdis Zatlers       | Valdis Zatlers (1955-)                             | 8 de juliol de 2007    | 8 de juliol de 2011   | Cap                          |
| 8.                         | Andris Bērziņš       | Andris Bērziņš (1944-)                             | 8 de juliol de 2011    | 8 de juliol de 2015   | Unió de Verds i Agricultors  |
| 9.                         | Raimonds Vējonis     | Raimonds Vējonis (1966-)                           | 8 de juliol de 2015    | 8 de juliol de 2019   | Partit Verd de Letònia       |
| 10.                        | Egils Levits         | Egils Levits (1955-)                               | 8 de juliol de 2019    | 8 de juliol de 2023   | Cap                          |
| 11.                        | Edgars Rinkēvičs     | Edgars Rinkēvičs (1973-)                           | 8 de juliol de 2023    | President electe      | Cap                          |